# Moše Feiglin
Moše Feiglin (hebrejsky משה פייגלין‎, narozen 31. července 1962 Haifa) je izraelský pravicový politik, do ledna 2015 člen Likudu, v letech 2013–2015 poslanec Knesetu za uskupení Likud Jisra'el bejtenu a místopředseda Knesetu.

## Biografie
Feiglin se narodil roku 1962 v Haifě v Izraeli, absolvoval ješivu Or Ecijon a sloužil jako kapitán v bojové jednotce Izraelských obranných sil. Je autorem knih Where There Are No Men a War of Dreams, publikuje množství článků a často se objevuje v mezinárodních televizích a rádiích.
Společně se Šmuelem Sackettem byl v roce 1993 spoluzakladatelem hnutí Zo Arcejnu („Toto (je) naše Země“), které protestovalo proti Mírovým dohodám z Osla. Je zakladatelem hnutí izraelské občanské neposlušnosti, které pořádalo protesty proti Oselským dohodám. Několikrát byl odsouzen za podněcování k veřejně prospěšným pracím. V březnu 2008 byl Feiglinovi zakázán britským ministrem zahraničí vstup do Spojeného království s odůvodněním, že „by to nebylo prospěšné veřejnému zájmu.“
V letech 2005 a 2007 kandidoval na předsedu Likudu, avšak ani jednou neuspěl. V prosinci 2005 získal 12,5 % a skončil na třetím místě za Benjaminem Netanjahuem a Silvanem Šalomem. V srpnu 2007 skočil s 23,4 % na druhém místě za Netanjahuem.
V primárkách Likudu byl v listopadu 2012 zvolen na volitelné 15. místo kandidátky pro volby do Knesetu. V lednu 2013 byl zvolen poslancem. V průběhu volebního období se profiloval jako kritik premiéra a předsedy Likudu Benjamina Netanjahua. V primárkách Likudu konaných před volbami do Knesetu v roce 2015 byli vyloučeni jeho pozorovatelé ze sčítání hlasů a Feiglin nebyl umístěn na volitelné místo kandidátní listiny. Sám to označil za cílené zabití provedené stoupenci Netanjahua a počátkem ledna 2015 oznámil, že odchází ze strany.
V červnu 2015 podal žádost o registraci nové politické strany Zehut - Tnua jisraelit jehudit.
Je ženatý a s manželkou Cipi mají pět dětí a jedno vnouče. Žijí v Samařském regionu na Západním břehu ve městě Karnej Šomron.